# You Learn
You Learn est une chanson écrite et interprétée par Alanis Morissette, qui fait partie de l'album Jagged Little Pill.
Le clip est réalisé par Liz Friedlander.